# Cihampelas (plaats)
Cihampelas is een bestuurslaag in het regentschap Bandung Barat van de provincie West-Java, Indonesië. Cihampelas telt 15.707 inwoners (volkstelling 2010).